# کیانفر
کیانفر، یک نام خانوادگی ایرانی است و ممکن است به یکی از این موارد اشاره داشته باشد:
- صدیقه کیانفر (زادهٔ ۱۳۱۱)، بازیگر سینما و تلویزیون
- نگین کیانفر (زادهٔ ۱۳۴۸)، دوبلور و مستندساز